# Masaki Tsukano
Masaki Tsukano (塚野 真樹 Tsukano Masaki?), född 2 oktober 1970 i Tottori prefektur, är en japansk före detta fotbollsspelare.
Tsukano började sin karriär 1993 i Honda FC. 1995 flyttade han till Vissel Kobe. Efter Vissel Kobe spelade han för Tokyo Gas och SC Tottori. Han avslutade karriären 2002.